# Vinné
Vinné (in ungherese Vinna) è un comune della Slovacchia facente parte del distretto di Michalovce, nella regione di Košice.
Il paese, presso cui si trovano i ruderi di un castello, sorge a poca distanza dal grande lago artificiale di Zemplínska šírava, meta turistica.